# Diplocephalus protuberans
Diplocephalus protuberans là một loài nhện trong họ Linyphiidae.
Loài này thuộc chi Diplocephalus. Diplocephalus protuberans được Octavius Pickard-Cambridge miêu tả năm 1875.